# Ситио ду Мато
Ситио ду Мато (на португалски: Sítio do Mato) е град и община в Източна Бразилия, щат Баия, мезорегион Вали Сао-Франсискано да Баия, микрорегион Бон Жезус да Лапа. Според Бразилския институт по география и статистика през 2010 г. общината има 12 051 жители.